# Александр III (царь Кахетии)
Александр III (Назар Али Мирза) (ум. 23 ноября 1737) — царь Картли (1735—1736), царь Кахетии под именем Александра III (1736—1737), второй сын царя Кахетии Давида II.

## Биография
Кахетинский царь Давид II (Имам Кули-хан) (1709—1722), отец Александра II, воспитывался при дворе персидского шаха, где принял ислам вместе со своими тремя сыновьями.
В 1734—1735 годах крупный иранский полководец Надир-шах оккупировал Северный Азербайджан, Восточную Армению и Восточную Грузию, отовсюду изгоняя турецкие гарнизоны. В июне 1735 года Надир-шах разгромил турецкую армию в сражении при Егварде. По требованию Надир-шаха кахетинский царь Теймураз II со знатными вельможами прибыл к нему на поклон в Ереван, где был задержан вместе со своей свитой. В октябре персидская армия под командованием Надир-шаха вторглась в Грузию и подошла к Тбилиси. Пленный кахетинский царь Теймураз смог сбежать и укрылся в Телави. Надир-шах пощадил население грузинской столицы, но вся остальная страна (Картли и Кахетия) подверглась жестокому опустошению, множество людей было убито и угнано в рабство. Надир-шах назначил персидским наместником («вали») в Тбилиси Александра (Назар-Али-мирзу), племянника Теймураза. В 1736 году картлийский царь Александр (Назар-Али-мирза) присутствовал при возведении Надир-шаха на шахский престол в Муганской степи. В том же 1736 году Александр рассорился с персидским ханом-наместником и вынужден был удалиться из Тбилиси в Кахетию.
В 1736 году иранский шах Надир-шах провозгласил своим наместником и царем Картли Абдуллах-Бега, сына картлийского царя Иессе. Прежний персидский наместник в Картли Назар-Али-мирза был переведен в Кахетию. Вскоре Назар-Али-мирза, пользовавшийся поддержкой моурава Абела, решил отложиться от Ирана и укрепить за собой кахетинский престол. Назар-Али-мирза обратился за помощью к царице Тамаре, супруге своего дяди Теймураза, находившегося в плену у Надир-шаха. Тамара отказалась и продолжала поддерживать права своего мужа. На сторону царицы Тамары, которую поддерживал Гиви Чолакашвили, перешли кисикцы и туши. Персидский ставленник Назар-Али-мирза, не сумевший закрепиться в Картли и Кахети, вынужден был покинуть свою родину и удалился в Персию.
Осенью 1737 года Назар-Али-мирза, назначенный командующим грузинского вспомогательного корпуса в персидской армии, участвовал в военной кампании Надир-шаха в Афганистане, где погиб под Кандагаром.

## Семья
Александр (Назар-Али-мирза) был женат на Мариам, дочери эристава Шанше Ксанского (ум. 1753). Дети: Иоанн Багратион (Иван Александрович Грузинский) (1730—1795), Ана Багратион (Анна Александровна Грузинская) (1723—1780), жена с 1743 года князя Петра Дадиани (1716—1784).